# Centre Europeu de Ciberdelinqüència
El Centre Europeu de Ciberdelinqüència (EC3 o EC³) és una organització de la Unió Europea unida a Europol amb seu a La Haia.
El propòsit del centre és la de coordinar les activitats policíaques transfrontereres contra la ciberdelinqüència i actuar com a centre de coneixement tecnològic. Va ser inaugurat oficialment l'11 de gener de 2013. Es va començar amb cinc experts, ampliant-se a un personal de 40 el 2013, però no s'espera que estigui en ple funcionament fins a l'any 2015. S'encarrega d'ajudar els estats Membres en els seus esforços per desmantellar les xarxes criminals cibernètiques i també desenvoluparà eines i proporcionarà capacitació.